# Alnarpsfloden
Alnarpsfloden eller Bärnstensfloden var en forntida flod som avsatt mäktiga lager av sand och mo i Alnarpssänkan i sydvästra Skåne.
Sanden innehåller tertiära växtfossil, särskilt bärnsten, som förts med floden från den tertiära berggrunden i södra Baltikum. Flodsandens bildningstid har genom kol-14-dateringar kunnat fastslås till för omkring 30 000 till omkring 21 000 år sedan.

## Beskrivning
Alnarpsfloden löper sydväst om och parallellt med Romeleåsen som en ränna i Skånes kritberggrund. Den sträcker sig från Skånes sydkust, i trakten av Skivarp, i nordvästlig riktning till Öresund i Alnarpstrakten, fortsätter ut under Öresunds botten och under Ven till norra Själland.
Alnarpsflodens botten, som ligger 60-63 meter under havsytan, har en bredd av 5 – 6 km. ”Stränderna”  i kalkberget stiger brant upp till något tiotal meter under havsytan. I terrängen är inget synligt av Alnarpsfloden, då sänkan är helt utfylld av sediment. I botten finns ett lager av grov klappersten eller grus, dels av kalksten och flinta, dels av urbergsmaterial och ovanför detta ett lager av sand samt moiga och leriga material, som alla avsatts i vatten.
En del fossil i dessa lager antyder ett varmt klimat. Man har därför antagit att Alnarpsfloden skulle vara en erosionsränna, utbildad av en preglacial Weichselflod, men så torde emellertid ej vara fallet. Dels utgörs kalkberget i Alnarpsflodens botten av de allra yngsta delarna av danienkalk och själva rännan är bildad som en synklinal eller gravsänka, dels finns tillsammans med de värmekrävande arterna även rent arktiska fossil, vilket antyder att de förra befinner sig på ett sekundärt läge. I de övre sedimenten finns morän och isälvsbildningar.